# 알렉산드르 아키모프
알렉산드르 표도로비치 아키모프(러시아어: Александр Фёдорович Акимов, 1953년 5월 6일 ~ 1986년 5월 11일)는 소비에트 연방의 엔지니어로, 1979년 9월부터 체르노빌 원자력 발전소에서 야간 근무조 감독관을 맡았으나, 1986년 4월 26일 발전소에서 무리한 실험을 강행해서, 결국 원자력 발전소 사고가 일어났다. 이후 급성방사선증후군으로 5월 11일 사망하였다.

## 생애
알렉산드르 아키모프는 1953년 5월 6일에 소비에트 연방, 러시아 소비에트 연방 사회주의 공화국, 노보시비르스크에서 태어났고, 1976년, 러시아 전력공학연구소를 졸업했다.
1979년 9월에 체르노빌 원자력 발전소에서 야간 근무조 감독관을 맡고, 경력을 쌓기 시작했다.

### 체르노빌 원자력 발전소 사고
1986년 4월 26일 밤에 아키모프는 안전 수칙을 따르면서 시험을 진행했다. 결국 원자로가 정지했고, 아키모프는 모든 것을 정지시키는 AZ-5를 눌렀으나, 설계상 결함으로 인해 핵반응이 일어나 원자로가 폭발했다. 폭발 직후 아키모프는 토프트노프와 펌프로 노심에 계속 물을 넣으려는 시도를 했다.
이후 발전소의 심각한 피해량을 확인했으나, 재판에서 모든 것을 올바르게 했다고 진술했다. 하지만, 이후 모스크바 제6 병원에서 1986년 5월 11일 급성방사선증후군으로 사망했다.

## 같이 보기
- 체르노빌 원자력 발전소 사고의 사망자 목록